# Walter Ebner (Politiker, 1911)

Walter Ebner

Walter Ebner (* 7. März 1911 in Bozen, Südtirol; † 1992 in Wels, Oberösterreich) war ein österreichischer Politiker (NSDAP).

## Leben und Tätigkeit
Ebner war ein Sohn des Kaufmanns Rudolf Ebner und seiner Ehefrau Maria, geb. Schweitzer.
Nach dem Besuch der Volksschule und der Hauptschule absolvierte Ebner eine Lehre als Konditor. Später war er im Versicherungswesen tätig. 
Am 1. Oktober 1930 trat Ebner in die SA und zum 1. Januar 1931 in die NSDAP ein (Mitgliedsnummer 363.917). Am 1. August 1932 wurde er zum SA-Sturmführer ernannt. Zwischen 1933 und 1938 wurde Ebner wegen seiner Betätigung in der NSDAP, die von der österreichischen Republik zeitweise als staatsfeindlich eingestuft wurde, mehrmals verhaftet.
Nach der Annexion Österreichs durch das Deutsche Reich im Jahr 1938 wurde Ebner im selben Jahr zum SA-Standartenführer in der SA-Gruppe Österreich befördert. Außerdem wurde 1938 zum Stadtrat (Beigeordneten) in Wels ernannt.
Nach dem Beginn des Zweiten Weltkrieges meldete Ebner sich im September 1939 als Kriegsfreiwilliger. Im Juni 1940 wurde er bei Châlons-sur-Marne verwundet.
Ebner trat am 19. Januar 1943 im Nachrückverfahren für den verstorbenen Felix Urstöger als Abgeordneter in den nationalsozialistischen Reichstag ein, in dem er anschließend bis zum Ende der NS-Herrschaft im Frühjahr 1945 zusammen mit mehreren anderen Abgeordneten das Gebiet Österreich als eine Reichsprovinz vertrat.
Nach Ende des Zweiten Weltkrieges wurde Ebner wegen seiner nationalsozialistischen Betätigung verhaftet und 1948 vor einem Volksgericht angeklagt. Nach seiner Entlassung lebte er weiterhin in Wels, wo er als Zuckerbäcker arbeitete.

## Persönliches
Ebner heiratete am 29. November 1938 Luise Plessl (* 19. Februar 1913 in Wels), die Tochter eines Oberlandesgerichtsrates aus Wels.